# 1070

## Evenimente
- 2 iunie: Flota daneză, condusă de regele Sven al II-lea, revine în Anglia și pradă mănăstirea de la Peterborough, fiind sprijinți de căpetenia anglo-saxonă Hereward "cel Exilat"; în urma acordului cu William I, danezii se retrag din Anglia, însă cu condiția de a-și păstra bunurile prădate.
- 1 august: Otto de Nordheim, duce de Bavaria se revoltă împotriva împăratului Henric al IV-lea; judecat și condamnat la moarte in contumacie, posesiunile din Bavaria ale lui Otto sunt confiscate, iar cele de la est de Saxonia sunt devastate de trupele imperiale; în paralel, Otto atacă Thuringia.
- 15 august: Lanfranc, om de încredere al regelui William I, devine arhiepiscop de Canterbury.
- 2 septembrie: Nobilii thuringieni conduși de Ruotger de Bilstein sunt înfrânți de către Otto de Nordheim (aliat cu Magnus de Saxonia) în apropiere de Eschwege.
- 25 decembrie: Henric al IV-lea donează ducatul de Bavaria lui Welf.

### Nedatate
- februarie: Regele William I al Angliei ajunge la Chester, reprimă răscoala saxonilor în Mercia și îi alungă pe danezi, încheind recucerirea Angliei.
- mai-iulie: Abu Bakr ibn Umar fondează orașul Marrakech, în Maroc, în jurul fortăreței Qasr al-Hagar.
- iulie: Regele Filip I al Franței sprijină pe Arnoul al III-lea la conducerea comitatului Flandrei, în defavoarea lui Robert Frizonul.
- Cancelarul chinez Wang Anshi începe reformele Xining.
- Forțele bizantine comandate de Manuel Comnen, fiul curopalatului Ioan Comnen, sunt înfrânte în apropiere de Sebasteea, de către selgiucizii conduși de Khroudj (adversar al sultanului Alp Arslan).
- Întemeierea orașului Bergen, de către regele Olaf al III-lea; orașul devine principala așezare a Norvegiei până la anul 1314.
- Menționarea vlahilor, rutenilor și pecenegilor ca aliați ai cneazului Wiaceslav împotriva viitorului rege polon Boleslav al II-lea al Poloniei.
- Mirdassizii din Alep acceptă suzeranitatea selgiucizilor.
- Normanzii conduși de Robert Guiscard și de nepotul acestuia, Godfroi, înfrâng pe bizantinii comandați de kuropalatul Mihail Maurikas și cuceresc Brindisi, după un îndelungat asediu pe mare și pe uscat.
- O puternică contraofensivă bizantină până la Eufrat, împotriva selgiucizilor.
- Regele Halsten al Suediei este depus; regatul se scindează între Hakan cel Roșu (rege în Gothenland) și Anund Gardske (rege în Svealand).
- Regele Vijayabahu din Ceylon își stabilește capitala la Polonnaruwa.
- Selgiucizii conduși de Alp Arslan asediază în zadar Edessa.

## Arte, Știință, Literatură și Filozofie
- Benedictini veniți din Calabria fondează abația de la Orval (actualmente, în Luxemburg).
- Inginerul și astronomul chinez Su Song realizează "Ben Cao Tu Jing", un valoros tratat de farmaceutică.
- În capitala Vietnamului se constituie un Templu al Literaturii.
- Yusuf Balasagun, poet din Asia Centrală, scrie "Kutadgu Bilig".

## Înscăunări
- 17 iulie: Arnoul al III-lea, conte de Flandra (sub tutela mamei sale, Richilde de Hainaut).
- 15 august: Lanfranc, arhiepiscop de Canterbury (1070-1089).
- Kulottunga I, rege în statul Chola, din sudul Indiei (1070-1122)

## Nașteri
- Hugues de Payns, conte de Champagne și primul mare maestru al templierilor (d. ?)

## Decese
- 17 iulie: Balduin al VI-lea de Flandra (n. 1030)
- Guillaume de Jumieges, călugăr și cronicar normand (n. ?)